# Provincia di Contralmirante Villar
La provincia di Contralmirante Villar è una provincia del Perù, situata nella regione di Tumbes.

## Capitale e data di fondazione
Zorritos -  25 novembre del 1942

## Superficie e popolazione
- 1499,88 km²
- 15 971 abitanti (inei2005)

## Confini
Confina a nord con l'oceano Pacifico; a sud con la provincia di Talara (regione di Piura); a est con la provincia di Tumbes e a ovest con l'oceano Pacifico.

## Geografia antropica

### Suddivisioni amministrative
È divisa in tre distretti  (comuni):
- Canoas de Punta Sal (Cancas)
- Casitas (Cañaveral)
- Zorritos (Zorritos)